# Salasses
Les Salasses étaient un peuple d'origine celtique ou ligure  qui occupèrent la Vallée d'Aoste. En effet sur un substrat ligure très ancien s'était superposé à partir du IVe siècle un peuplement gaulois.

## Histoire
Selon le géographe grec Strabon, « leur territoire se composait pour la majeure partie d’une vallée profonde située entre deux montagnes et contenait des mines d’or et d’autres métaux ». Dion Cassius précise que « le consul Appius Claudius Pulcher chargé de terminer leur différend avec une nation voisine au sujet de l'eau nécessaire pour l'exploitation des mines d'or dévasta tout leur territoire ».
Après avoir infligé à la bataille de Verolengo env 141 av J.C une sanglante défaite aux légions romaines du consul qui perd plus de 10 000 hommes les Salasses sont vaincus à la bataille de Mazzé par ce même consul et son collègue Cæcilius Metellus. Ils perdent 5 000 hommes et doivent abandonner le Canavais où les Romains implantent vers 100 av J.-C, la colonie d’« Eporedia » (Ivrée). Le sénat de Rome refusa le Triomphe au consul car sa « victoire » avait été trop lourde en pertes humaines.
Toujours selon Strabon, les Salasses qui occupaient toujours les montagnes vécurent ensuite avec les Romains dans une alternance continuelle d’hostilité et de trêves. Contrôlant les cols des Alpes, ils humiliaient les armées romaines en précipitant des rochers sur les convois ou en exigeant de lourds péages d’une drachme par tête.

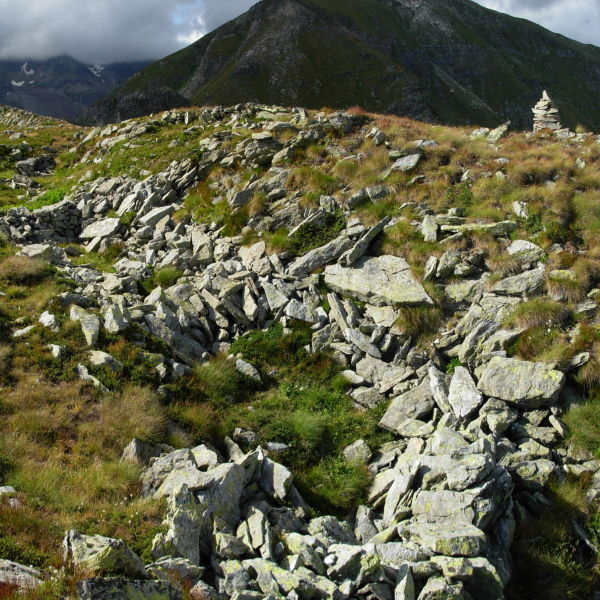
Restes du village des Salasses du col Pierrey (2620 m).

L’empereur Auguste décida en 37 av J.C d’imposer un blocus de deux ans aux Salasses de la vallée d'Aoste pour les affamer. Cette opération fut mise en échec grâce aux relations qu’ils entretenaient avec les peuples d’outre mont.
Enfin en 25 av J.C sur l’ordre d’Auguste, le futur consul Aulus Terentius Varro Murena (exécuté en -23) paracheva la conquête de la vallée d'Aoste. Il fit 36 000 captifs parmi lesquels le nombre des guerriers valides se réduisait à 8 000. Les Salasses furent vendus comme esclaves sur le marché d’Eporedia (Ivrée).
Une nouvelle colonie romaine baptisée Augusta Prætoria Salassorum (Aoste) peuplée avec 3 000 vétérans (les « Prétoriens ») démobilisés fut implantée à l’emplacement de la mythique capitale des Salasses : Cordèle.

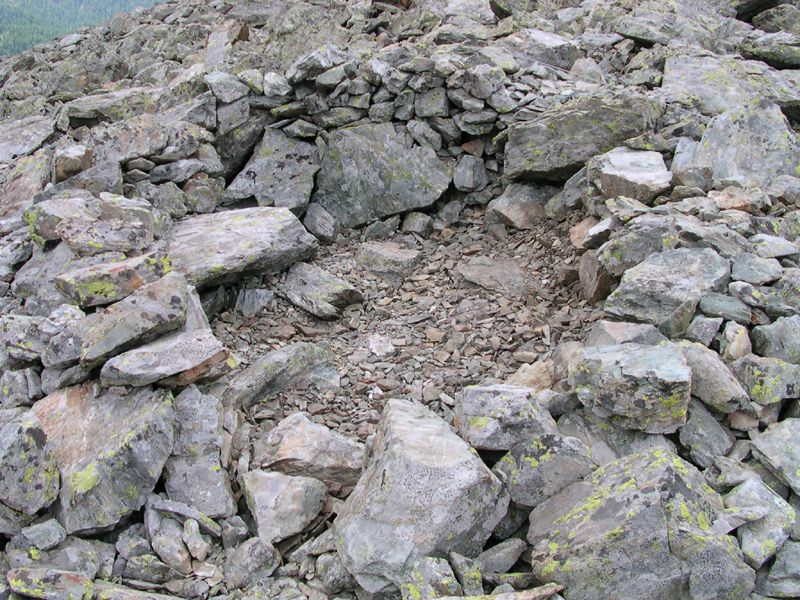
Village des Salasses du mont Tantané, qu'on rejoint à partir du hameau Artaz à La Magdeleine.

## La langue des Salasses
La langue salasse souffre aujourd'hui d'une absence presque complète d'information, ce qui a suscité des querelles quant à ses origines, celte ou celto-ligure. Il s'agissait d'une langue exclusivement orale, conservée dans le patois francoprovençal valdôtain jusqu'à présent dans certains mots et toponymes. Quelques expressions sont indiscutablement celtiques (gauloises), telles que Blétsé (traire les vaches), Berrio (pierre), Modze (génisse), Bren (son de la farine), Verna (aulne), Breuill (plan lacustre alpin marécageux), Baou (étable).
Pareillement, plusieurs mots désignant des éléments naturels se sont conservés, comme « Barma » (= abri naturel sous un rocher), « Bèrrio » (= grand rocher ou grosse pierre), « Brènva » (= mélèze), « Daille » (= pin sylvestre).
La toponymie de la Vallée d'Aoste a sauvegardé la langue des Salasses dans des mots tels que "Borna" (= trou), "Djouire" (c'est le cas de la Doire Baltée, mais aussi du Buthier, deux mots remontant à la même racine « dor »), "Bard" (= sommet, aussi commune de la basse Vallée) et "Ussel" (= hauteur, cfr. le Château d'Ussel).
Dans les mots cités ci-dessus, "Barma" (= Balma, la palatalisation du l est fréquente en valdôtain : Arba = Alba, aube), "Borna", "Brenva", "Djouire" sont incontestablement ligures ; "Blètsé" (*bligicar), "Bren" (brano), "Ussel" (uxello) sont celtiques.

## Sites
Trois sites archéologiques sont présents en Vallée d'Aoste :
- Village des Salasses du col Pierrey, à Torgnon
- Village des Salasses du mont Tantané, à La Magdeleine
- Village des Salasses de la Cime noire, à Pontey

## Sources
- Abbé Joseph-Marie Henry, Histoire de la Vallée d'Aoste. Imprimerie Marguerettaz, Aoste (1929), réédition en 1967 Chapitre 1- « Les Salasses » p. 1-4.

## Sources primaires
- Dion Cassius, Fragments Livre I chapitre 246.
- Tite Live, abrégés de l'Histoire Romaine: Livres LIII & CXXXV.
- Strabon, Géographie, Livre IV, 6
- Suétone Vies des douze Césars  « Le Dieu Auguste » chapitre XXI.